# La última noche en Tremor
La última noche en Tremor (literalment en català L'última nit a Tremor; originalment coneguda com La última noche en Tremore Beach) és una minisèrie de televisió per internet espanyola creada per Oriol Paulo i Jordi Vallejo per a Netflix, basada en la novel·la La última noche en Tremore Beach de Mikel Santiago i produïda per Sospecha Films i Think Studio. El guió és d'Oriol Paulo, Jordi Vallejo i Lara Sendim, i la sèrie consta de 8 capítols d'entre 55 i 80 minuts. La última noche en Tremor és protagonitzada per Javier Rey i Ana Polvorosa, entre d'altres, es va estrenar el 25 d'octubre del 2024 a nivell mundial. Va ser rodada a diverses localitats de Catalunya.

## Sinopsi
Un músic i compositor en crisi es reclou en un poble costaner del nord de la península Ibèrica per acabar la seva darrera obra. Els seus únics veïns a diversos quilòmetres a la rodona són un matrimoni que viu a la següent casa de la platja. Després d'un greu accident durant una tempesta, el protagonista comença a patir unes esgarrifoses visions sobre els seus veïns.

## Repartiment

### Principal
- Javier Rey com a Álex de la Fuente
- Ana Polvorosa com a Judy Garmendia
- Guillermo Toledo com a Leo Bazán / Álvaro Requena
- Pilar Castro com a María Vargas / Alicia Blanchard
- Nora Navas com a Elvira de la Fuente (episodi 2 - episodi 8)
- Josean Bengoetxea com a Isaak de la Fuente (episodi 2; episodi 5 - episodi 8)
- Ana Wagener com a Victoria Kauffman (episodi 4 - episodi 5; episodi 7 - episodi 8)
- Carla Quílez com a Bea de la Fuente
- Jordi Catalán com a Bruno de la Fuente

### Secundari
- Carlota Olcina com a Paula Valtierra (episodi 1 - episodi 3; episodi 5 - episodi 8)
- Carme Pla com a Viviana Pardales (episodi 1 - episodi 3; episodi 5 - episodi 6; episodi 8)
- David Bagés com a Peio (episodi 1 - episodi 3; episodi 5 - episodi 6; episodi 8)
- Marta Marco com a Doctora (episodi 1 - episodi 2; episodi 8)
- Andrés Zambrana com a Álex de la Fuente (adolescente) (episodi 2 - episodi 8)
- Laura Gaja com a Estrella Escudé (episodi 2; episodi 4 - episodi 8)
- Milana Bonita (grup musical)
- Biel Crespi Ramon com a Álex de la Fuente (niño) (episodi 2 - episodi 5; episodi 8)
- Antonio Buíl com a Ramiro Escudé (episodi 4 - episodi 8)
- Clara Segura com a Inspectora Ruth Calabria (episodi 7 - episodi 8)
- Xavi Sáez com a Ricardo (episodi 7 - episodi 8)